# Майкл Чепмен
Майкл Чепмен (англ. Michael Chapman; 21 листопада 1935, Нью-Йорк — 20 вересня 2020, Лос-Анджелес) — американський кінооператор, режисер та актор.

## Життєпис
Народився 21 листопада 1935 року в Нью-Йорку, але виріс у Веллеслі, Массачусетс, передмісті Бостона. Навчався в Академії Філліпса та в Колумбійському університеті, де вивчав історію літератури. Після університету тимчасово працював гальмівником на залізниці, потім деякий час служив в армії. Одружившись зі сценаристкою Емі Голден Джонс, потрапив у світ кіно завдяки своєму тестю Джо Бруну, кінематографісту, емігранту з Франції та номінанту на премію Оскар, який влаштував його помічником оператора на зйомках рекламних роликів.
1965 року розпочав свою кар'єру в кіно у якості асистента на зйомках стрічки «Хто вбив іграшкового ведмедя». Пізніше працював помічником оператора на зйомках фільмів «Хрещений батько» (1972) та «Щелепи» (1975).
Першою роботою Чепмена у якості основного кінооператора стала картина «Останній наряд» (1973), де він також виконав роль таксиста. У якості режисера дебютував фільмом «Усі вірні ходи» 1983 року. На зйомках картини «Саги про вікінгів» виступив як режисер та сценарист.
Найвідоміші його операторські роботи — «Таксист» (1976) і «Скажений бик» (1980) Мартіна Скорсезе, «Мисливці на привидів 2» (1989) і «Дитсадковий поліцейський» (1990) Айвана Райтмана, а також «Втікач» (1993), «Космічний джем» (1996) та «Первісний страх» (1996).
Був членом Гільдії кіноакторів США та Американського товариства кінооператорів.
Пішов на пенсію 2006 року після зйомок фільму «Міст у Терабітію» режисера Габора Чупо.
Майкл Чепмен помер 20 вересня 2020 року в себе вдома у Лос-Анджелесі, Каліфорнія, в 84-річному віці від серцевої недостатності.

## Вибрана фільмографія
Кінооператор
- 1973 — Останній наряд (англ. The Last Detail)
- 1976 — Підставна особа (англ. The Front)
- 1976 — Таксист (англ. Taxi Driver)
- 1978 — Останній вальс (англ. The Last Waltz)
- 1978 — Вторгнення викрадачів тіл (англ. Invasion of the Body Snatchers)
- 1978 — Пальці (англ. Fingers)
- 1979 — Мандрівники (англ. The Wanderers)
- 1980 — Скажений бик (англ. Raging Bull)
- 1982 — Особистий рекорд (англ. Personal Best)
- 1982 — Мертві спідниць не носять (англ. Dead Men Don't Wear Plaid)
- 1983 — Людина з двома мозками (англ. The Man with Two Brains)
- 1987 — Пропащі хлопці (англ. The Lost Boys)
- 1988 — Вогонь на ураження (англ. Shoot to Kill)
- 1988 — Нова різдвяна казка (англ. Scroged)
- 1989 — Мисливці на привидів 2 (англ. Gostbusters)
- 1990 — Швидкі зміни (англ. Quick Change)
- 1990 — Дитсадковий поліцейський (англ. Kindergarten Cop)
- 1991 — Лікар Голлівуд (англ. Doc Hollywood)
- 1992 — Шепіт вночі (англ. Whispers in the Dark)
- 1993 — Втікач (англ. The Fugitive)
- 1993 — Сонце, що сходить (англ. Rising Sun)
- 1996 — Космічний джем (англ. Space Jam)
- 1996 — Первісний страх (англ. Primal Fear)
- 1998 — Шість днів, сім ночей (англ. Six Days, Seven Nights)
- 1999 — Історія про нас (англ. The Story of Us)
- 2000 — Спостерігач (англ. The Watcher)
- 2001 — Еволюція (англ. Evolution)
- 2004 — Нульовий підозрюваний (англ. Suspect Zero)
- 2004 — Таємниці минулого (англ. House of D)
- 2006 — Крик сови (англ. Hoot)
- 2007 — Міст у Терабітію (англ. Bridge to Terabithia)

Режисер
- 1983 — Тільки вірні ходи (англ. All the Right Moves)
- 1986 — Клан печерного ведмедя (англ. The Clan of the Cave Bear)
- 1995 — Саги про вікінгів (англ. The Viking Sagas), також як сценарист.

## Нагороди та номінації
- Двічі номінувався на премію «Оскар» за найкращу операторську роботу: 1981 року за фільм «Скажений бик» та 1994 року за фільм «Втікач».
- Премія Американського товариства кінооператорів:
  - Номінація 1994 року за фільм «Втікач».
  - Лауреат 2004 року за життєві досягнення.
- Лауреат премії Національної спілки кінокритиків США за найкращу операторську роботу 1981 року за фільм «Скажений бик».
- Лауреат Міжнародного кінофестиваля мистецтва кінооператорів «Camerimage» 2016 року за життєві досягнення.